# Challenger de Tyler 2024
El torneo Tyler Tennis Championships 2024 es un torneo de tenis que pertenece al ATP Challenger Tour 2024 en la categoría Challenger 75. Se realizó desde el 3 hasta el 9 de junio de 2024 sobre pista dura, en la ciudad de Tyler, Estados Unidos.

## Jugadores participantes del cuadro de individuales
| Preclasificado | País                      | Jugador           | Rank1 | Posición en el torneo |
| 1              | Bandera de Canadá         | Alexis Galarneau  | 153   | Cuartos de final      |
| 2              | Bandera de Hong Kong      | Coleman Wong      | 181   | Semifinales           |
| 3              | Bandera de Corea del Sur  | Hong Seong-chan   | 191   | Cuartos de final      |
| 4              | Bandera de China Taipéi   | Hsu Yu-hsiou      | 229   | Primera ronda         |
| 5              | Bandera de Australia      | Bernard Tomic     | 247   | Baja                  |
| 6              | Bandera de Jordania       | Abdullah Shelbayh | 248   | Cuartos de final      |
| 7              | Bandera de Estados Unidos | Mitchell Krueger  | 251   | Segunda ronda         |
| 8              | Bandera de Canadá         | Liam Draxl        | 263   | Semifinales           |

- 1 Se ha tomado en cuenta el ranking del 27 de mayo de 2024.

### Otros participantes
Los siguientes jugadores recibieron una invitación (wild card), por lo tanto ingresan directamente al cuadro principal (WC):
- Bruno Kuzuhara
- Rudy Quan
- Trevor Svajda

Los siguientes jugadores ingresan al cuadro principal tras disputar el cuadro clasificatorio (Q):
- Moerani Bouzige
- Ernesto Escobedo
- Strong Kirchheimer
- Christian Langmo
- Filip Peliwo
- Ethan Quinn

## Campeones

### Individual Masculino
- James Trotter derrotó en la final a  Brandon Holt por 6–2, 7–6(3)

### Dobles Masculino
- Hans Hach Verdugo /  James Trotter derrotaron en la final a  Andrés Andrade /  Abdullah Shelbayh por 7–6(3), 6–4